# أوديبل (متجر)
أوديبل (بالإنجليزية: Audible)‏ هو متجر الكتروني أمريكي يقدم خدمة كتب صوتية وبودكاست عبر الإنترنت تتيح للمستخدمين شراء الكتب الصوتية وأشكال أخرى من محتوى الكلمات المنطوقة. يمكن شراء هذا المحتوى مرة واحدة أو من خلال الاشتراك بالخدمة، حيث يكون للمستخدم "رصيد" يمكن استخدامه لشراء المحتوى شهرياً والحصول على إمكانية الوصول إلى مكتبة محتوى منسقة عند الطلب. متجر أوديبل هو أكبر منتج ومتجر تجزئة للكتب الصوتية في الولايات المتحدة الأمريكية. الخدمة مملوكة لشركة أوديبل، وهي شركة فرعية مملوكة بالكامل لشركة أمازون. ومقرها في نيوارك بولاية نيو جيرسي.

## تاريخ
يُعد أول منتج للشركة هو مشغل الوسائط المحمول الذي يحمل اسم Audible Mobile Player؛ صدر في عام 1997، احتوى الجهاز على حوالي أربعة ميغا بايت من ذاكرة فلاش محمولة، والتي يمكن أن تستوعب ما يصل إلى ساعتين من الصوت. ولاستخدام المشغل سينتقل المستهلكون عبر الإنترنت إلى موقع أوديبل الرسمي على الويب، بحيث يمكنهم تنزيل الكتاب الصوتي ووضعه على المشغل.
في عام 1999، استثمرت مايكروسوف 11 مليون دولار في الشركة. في 24 أكتوبر 1999، تعرضت أوديبل لانتكاسة عندما توفي رئيسها التنفيذي أندرو ج. هوفمان (بالإنجليزية: Andrew J. Huffman)‏. ومع ذلك استمر التطوير، مما أدى إلى ترخيص أوديبل لبرنامج ترميز ACELP لتنزيلاته في عام 2000،  واشترت أمازون حصة بنسبة 5 بالمائة في الشركة المتداولة في ذلك الوقت في نفس العام.
في عام 2003، توصلت أوديبل إلى اتفاقية مع أبل لتصبح بذلك المزود الحصري للكتب الصوتية لمتجر آيتونز ستور، إلا أن هذه الاتفاقية انتهت في عام 2017 بسبب أحكام مكافحة الاحتكار في الاتحاد الأوروبي.
وبعد ذلك بعامين أصدرت الخدمة برنامج "Audible Air" والذي سمح للمستخدمين بتنزيل الكتب الصوتية مباشرة على أجهزة المساعد الرقمي الشخصي والهواتف الذكية، بحيث يمكن تحديث محتواها تلقائياً وتحميل الفصول كما هو مطلوب وحذفها تلقائياً بعد الاستماع إليها. في عام 2006 أصدرت الشركة مجموعتها A-List، والتي تضمنت أعمالاً شهيرة صدرت بصوت كل من: آن هاثاواي وأنيت بينينغ.

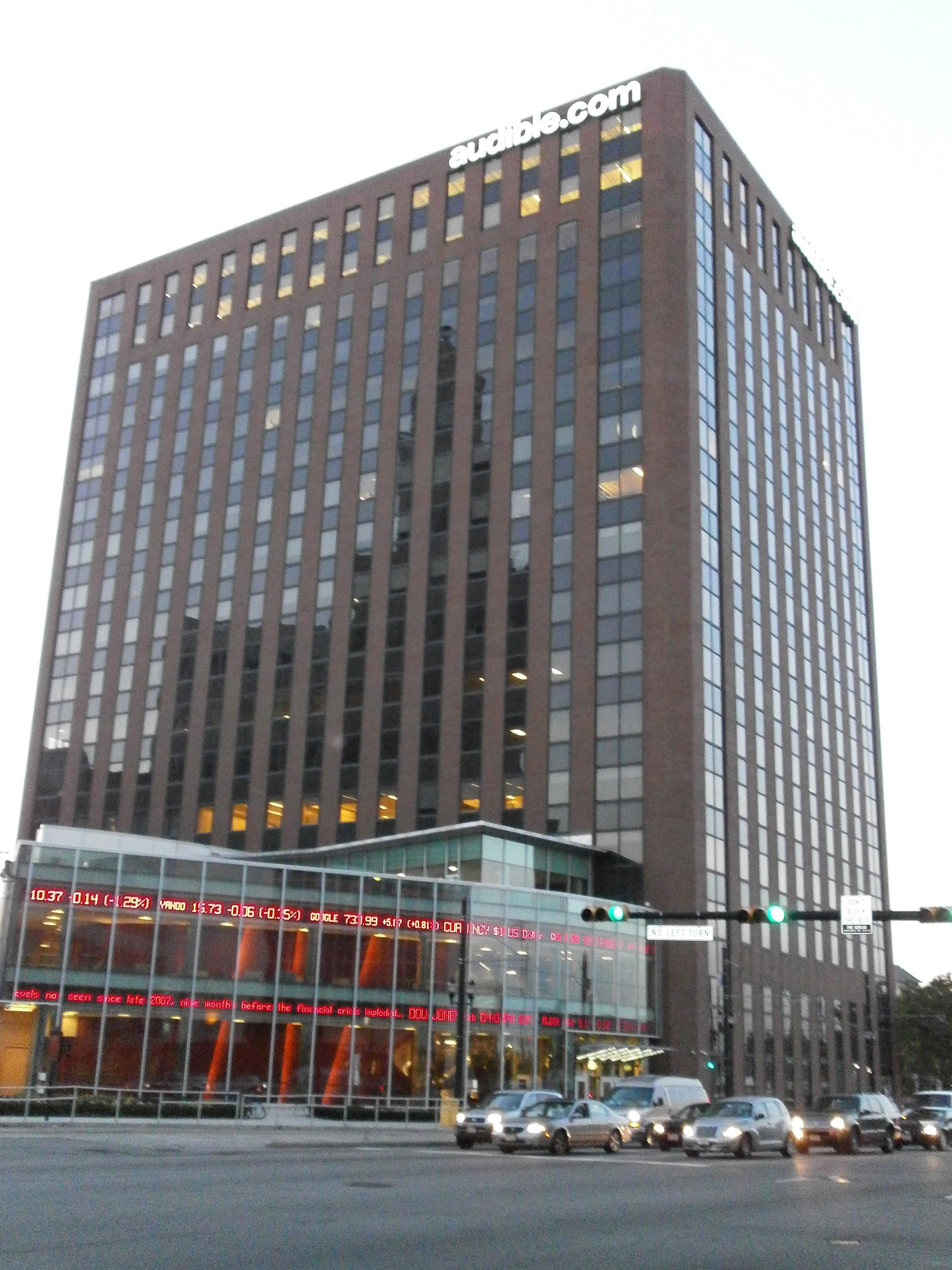
مقر الشركة في واشنطن بارك، نيوارك، نيو جيرسي.

في عام 2007 نقل الرئيس التنفيذي دونالد كاتز المقر الرئيسي للشركة من ضاحية واين، نيو جيرسي إلى نيوارك،  وكان المقر الجديد عبارة عن مبنى شاهق في ون في واشنطن بارك، وضم 125 موظفاً.
في 31 يناير 2008 أعلنت أمازون أنها ستشتري أوديبل مقابل حوالي 300 مليون دولار. في أبريل من نفس العام بدأت أوديبل في إنتاج كتب مسموعة حصرية للخيال العلمي والروايات، وعند الإطلاق تم إصدار 25 عنواناً.
في مايو 2011 أطلقت أوديبل خدمة تبادل إنشاء الكتب المسموعة وهي سوق للحقوق عبر الإنترنت ومنصة إنتاج. وكانت المنصة ناجحة للغاية لدرجة أنه في عام 2012 ذكرت أوديبل أنها تلقت المزيد من العناوين من ACX مقارنةً بموفري الصوت الثلاثة الأوائل مجتمعين. وفي مارس 2012 أطلقت أوديبل مجموعة A-List، وهي سلسلة تعرض بعض نجوم هوليوود مثل: كلير دنيس وكولين فيرث وآن هاثاواي وداستين هوفمان وداستين هوفمان. وقد حصل كولين فيرث على جائزة الكتاب الصوتي عن دوره لكتاب غراهام جرين نهاية العلاقة الغرامية لعام 2013 في حفل توزيع جوائز أوديبل.
بدأت الخدمة بتقديم ورش عمل حول السرد في مدارس التمثيل بما في ذلك مدرسة جويليارد وتيش للفنون في عام 2013، وقد خمن الرئيس التنفيذي لشركة أوديبل أن الشركة كانت حينها أكبر صاحب عمل منفرد للممثلين في منطقة نيويورك.
في سبتمبر 2012 قدمت أوديبل ميزة تُعرف باسم "Whispersync for Voice" والتي تتيح للمستخدمين متابعة الكتب الصوتية من حيث توقفوا عن قراءتها على أمازون كيندل.

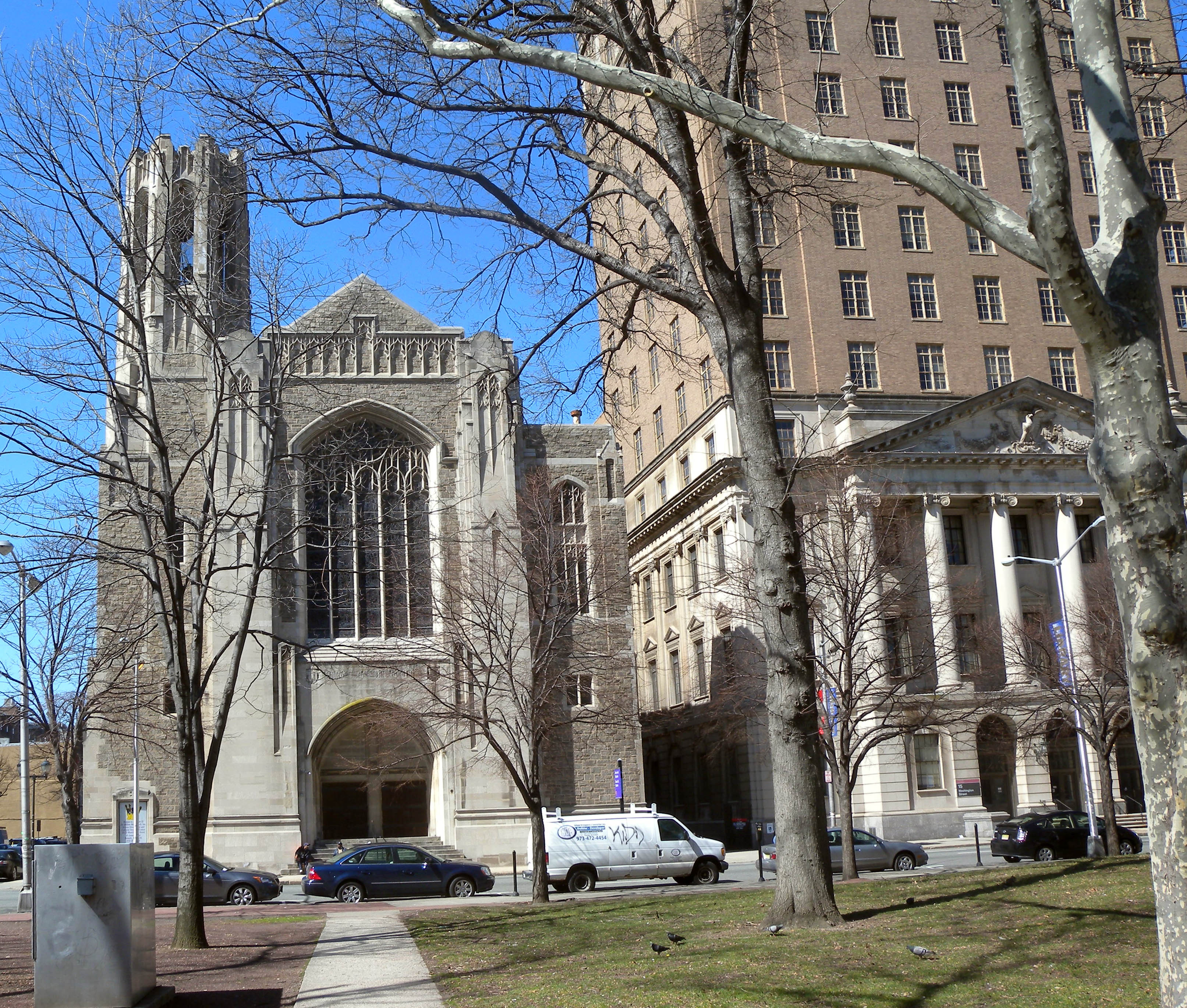
تم تغيير الغرض من الكنيسة المشيخية الثانية السابقة في نيوارك بولاية نيو جيرسي لتصبح "كاتدرائية الابتكار" في أوديبل.

في عام 2016 أعلنت الشركة أنها ستفتح منشأة جديدة في نيوارك، نيو جيرسي تحت الاسم "كاتدرائية الابتكار" في الكنيسة المشيخية الثانية سابقاً، والتي تم استخدامها آخر مرة في عام 1995.
في يوليو 2019 تم الإعلان عن ميزة جديدة تسمى "شروحات أوديبل"، حيث يُعرض النص الذي أُنشئ آلياً جنباً إلى جنب مع السرد الصوتي، تم رفع دعوى قضائية ضد الشركة من قِبل جمعية الناشرين الأمريكيين بعد ذلك بوقت قصير لانتهاك حقوق النشر. وتمت تسوية الدعوى في أوائل عام 2020، مع موافقة أوديبل على عدم تنفيذ ميزة الشروحات دون الحصول على إذن صريح.
في نوفمبر 2020 قامت أوديبل بتعديل سياسة الإرجاع والتبادل الخاصة بها استجابةً لمخاوف المؤلفين، الذين شعروا أن العملاء يسيئون استخدام السياسة الاستماع للكتب الصوتية دون الدفع.

## المحتوى والتسعير
يتضمن محتوى أوديبل أكثر من 200.000 برنامج صوتي من ناشري الكتب المسموعة والمذيعين والفنانين وناشري المجلات والصحف ومقدمي المعلومات التجارية. يتضمن المحتوى كتباً من جميع الأنواع، بالإضافة إلى البرامج الإذاعية (الكلاسيكية والحالية) والخطب والمقابلات والكوميديا الارتجالية والإصدارات الصوتية من الدوريات مثل نيويورك تايمز ووول ستريت جورنال .
قدمت الخدمة مستويين من الاشتراك الشهري هما؛ "أوديبل الذهبي" و"أوديبل البلاتيني"، بسعر 14.95 دولاراً أمريكياً و22.95 دولاراً أمريكياً على التوالي، بحيث تتيح كلتا الخدمتين للمستخدمين الحصول على أرصدة يمكن استخدامها لشراء الكتب الصوتية (رصيد واحد كامل للذهب، ورصيدين كاملين على البلاتيني)، بينما تضمن البلاتيني أيضاً حوافز إضافية مثل الخصومات الحصرية، وفي 24 أغسطس 2020 استبدلت أوديبل كلا الخطتين بـ "أوديبل البلاتيني المتقدم" (إعادة تسمية للذهب على الرغم من التسعير البلاتيني والاعتمادات المجمعة للمشتركين الحاليين)، وقدمت فئة اشتراك جديدة بقيمة 7.95 دولاراً تُعرف باسم "أوديبل المتقدم". يتضمن كلا المستويين الوصول إلى مكتبة منسقة حسب الطلب للكتب الصوتية والبودكاست وغيرها من المنتجات الأصلية، بينما لا تتضمن فئة أوديبل المتقدم أي أرصدة.
وبمجرد أن يشتري العميل عنواناً فإنه يُحفظ في مكتبة ذلك الشخص ويمكن تنزيله أو دفقه في أي وقت. واعتباراً من 1 أبريل 2019 تنتهي صلاحية الاعتمادات بعد عام واحد من الإصدار، وتنتهي صلاحية الاعتمادات السابقة لهذا اليوم بعد عامين.

### المحتوى الأصلي
في مايو 2015 عينت أوديبل إريك نوزوم، نائب رئيس البرمجة سابقًا في الإذاعة الوطنية العامة، كنائب أول لرئيس تطوير المحتوى الأصلي.
في عام 2016 قدمت خدمة جديدة عند الطلب تُعرف باسم "قنوات مسموعة"، والتي تتميز ببرمجة صوتية قصيرة الشكل من منافذ مختلفة، بما في ذلك الأخبار والمنتجات الأصلية الأخرى. تم تضمين الوصول كجزء من اشتراك Audible، وأصبح متاحاً أيضاً لمشتركي Amazon Prime. قارن Nuzum هذه الاستراتيجية بالمحتوى الأصلي الذي أنشأته إتس بي أو أو نتفليكس،  وذكر أن الخدمة تتجنب عمداً استخدام كلمة " بودكاست " حتى لا تنفر المستمعين غير المعتادين على هذا المفهوم.

## وصلات خارجية
- الموقع الرسمي